# 李觉 (1914年)
李觉（1914年—2010年2月12日），男，山东沂水人，中国人民解放军将领、中国人民解放军开国少将。

## 生平
李觉曾任中国人民解放军西藏军区副司令员。1955年，授予中国人民解放军少将。1957年夏季，二机部成立核武器局，序号为九局。李觉任局长。1964年2月25日，担任第二机械工业第九研究设计院党委书记兼院长。文革期間被整，1973年初，周恩來指派李覺、趙敬璞（原九院黨委書記）到九院四川地區。